# Juan Escalona Reguera
Juan Aníbal Escalona Reguera (Santiago de Cuba, Cuba, 22 de junio de 1931 - La Habana, Cuba, 28 de septiembre de 2018), fue un militar, político y jurista cubano que desempeñó importantes cargos en Cuba luego del triunfo de la revolución.

## Biografía

### Orígenes y primeros años
Juan Escalona nació en Santiago de Cuba, en el oriente de Cuba, el 22 de junio de 1931. Nacido en una familia de clase media, seis meses después de su nacimiento, la familia se mudó a un poblado llamado "Prosperidad", entre los poblados de "Boniato" y "El Cristo". 
Hijo de un procurador, quien poseía una empresa de seguros, tuvo dos hermanos: Mario, médico, quien llegó a ser viceministro de Salud Pública, y Silvia, profesora de idiomas. 
Estudiante de Derecho, Escalona fue uno de los fundadores de la Universidad de Oriente, en su natal Santiago. Integró la delegación de estudiantes y profesores que visitó La Habana para entrevistarse con el entonces presidente de la República Carlos Prío Socarrás.
La delegación se entrevistó en el Capitolio Nacional de Cuba con Miguel Suárez Fernández, quien entonces fungía como presidente del senado, logrando finalmente la aprobación senatorial para la legalización de la Universidad de Oriente.

### Lucha revolucionaria contra Batista
Escalona se graduó de abogado en 1953. Su fiesta de graduación coincidió con el Asalto al Cuartel Moncada, el 26 de julio de 1953. Tras el inicio de la lucha contra la dictadura del General Fulgencio Batista (1952-1958), Escalona se vinculó al Movimiento 26 de Julio en su ciudad natal. 
Defendió a varios revolucionarios acusados por el régimen de Batista. También trabajó como notario en el poblado de "El Cobre", cerca de la ciudad de Santiago. Cooperó tanto con Frank País como con Vilma Espín en la lucha revolucionaria en Santiago. Participó activamente en la Huelga del 9 de abril de 1958 que intentó infructuosamente derrocar a Batista. 
Tras el asesinato del destacado abogado y político Pelayo Cuervo, en 1957, Escalona abandonó la abogacía, ya que esta no ofrecía ningún tipo de garantías a la vida bajo el régimen Batistiano. Escalona estuvo amenazado de muerte por el connotado esbirro Batistiano Salas Cañizares. 
Escalona se alzó en 1958, en la Sierra Maestra, y se unió al Segundo Frente Oriental "Frank País". En la sierra, participó en la fundación de la escuela del poblado de Tumbasiete. En enero de 1959, recién triunfada la Revolución, Escalona permaneció en Santiago junto al Comandante Raúl Castro, mientras el Comandante en Jefe Fidel Castro partía hacia La Habana. 
Siendo ayudante de Raúl Castro, casó a este con Vilma Espín, en 1959.

### Revolución cubana
En 1959, fue jefe del tribunal de Oriente Sur, que atendía Baracoa, Guantánamo, Santiago, Bayamo y Manzanillo. Escalona fue Ayudante del Ministro de las Fuerzas Armadas Revolucionarias. 
En 1960, acompañó al entonces primer ministro Fidel Castro en su viaje a Nueva York, como miembro de la delegación cubana que asistió a las Naciones Unidas. Confeccionó de la ley que creó el Ministerio de las Fuerzas Armadas Revolucionarias (MINFAR). 
Cuando se fundó el Ejército Occidental, el comandante Guillermo García Frías fue designado jefe y Escalona fue nombrado Jefe del Estado Mayor, cargo en el que se desempeñó hasta abril de 1962, cuando fue trasladado nuevamente para Oriente, a trabajar en el Caney de Las Mercedes, en la construcción del Centro Escolar "Las Mercedes".
Durante la Crisis de Octubre, el entonces comandante Sergio del Valle lo envía para Santiago bajo el mando de Raúl Castro, este lo designa ayudante del jefe de la división aliada soviética, emplazada primeramente en Yerba de Guinea (Songo-La Maya), y posteriormente se desplaza hacia el Segundo Frente Oriental.
Escalona trabajó con el comandante William Gálvez, en la entonces Isla de Pinos. Posteriormente, regresó a La Habana para trabajar en la Ley del Servicio Militar Obligatorio, participando también en la creación de los comités militares, municipio por municipio, a lo largo y ancho del país.

### Otras responsabilidades
En 1975, Cuba fue escogida como sede del XI Festival Mundial de la Juventud y los Estudiantes. Escalona fue nombrado vicepresidente del Comité Organizador. Al terminar el evento es enviado a pasar la Escuela Básica Superior, donde se gradúa con felicitaciones del entonces ministro de las FAR Raúl Castro.
Trabajó en la creación de una comisión de recursos humanos, de la que fue el secretario ejecutivo, pero no funcionó por obstáculos que hubo de parte del Ministerio de Trabajo. En 1981, fue designado Sustituto del Ministro de las FAR para la Defensa Civil. Tras un viaje a la entonces Unión Soviética, Escalona pasa a ser jefe del grupo operativo de la lucha contra el dengue.
Durante la Guerra de Angola, asumió como jefe de Estado Mayor General. Asistió junto al entonces presidente cubano Fidel Castro al XXV Congreso del PCUS. En este mismo viaje, también visitaron Bulgaria y Yugoslavia, donde Escalona participó en las entrevistas de Fidel Castro con Todor Zhivkov y el mariscal Josip Broz Tito, respectivamente, a quienes informó sobre la guerra en Angola. Tras esto, viajaron a Conakri, capital de Guinea, donde finalmente se encuentran por primera vez Fidel Castro y el presidente angolano Agostinho Neto. Desde el inicio de la guerra no se habían podido ver.

### Ministro de Justicia
Escalona pasó a ser Ministro de Justicia en octubre de 1983 y hasta 1990. Desde este puesto, dirigió el grupo de trabajo que en 1987, elaboró las modificaciones del Código Penal cubano. 
Igualmente, trabajó en las nuevas leyes de los tribunales populares, el notariado, las asociaciones, los registros civiles, el nuevo Código Civil cubano y en el Decreto Ley 87, relacionado con la ampliación de las causales para interponer procedimiento de revisión contra las sentencias firmes de los tribunales. 
En 1989, Escalona fue designado fiscal para el juicio de la Causa 1, que procesó al hasta entonces General de División Arnaldo Ochoa Sánchez y otros varios acusados por corrupción y narcotráfico.

### Presidente de la Asamblea Nacional del Poder Popular
Escalona también se fungió como Presidente de la Asamblea Nacional del Poder Popular, entre 1990 y 1993.
Durante su desempeño como Presidente de la Asamblea Nacional del Poder Popular se realizó la importante reforma constitucional de 1992.

### Fiscal General de la República de Cuba, retiro y muerte
Igualmente fue Fiscal General de la República de Cuba, durante 21 años, entre 1993 y 2014. Se retiró por problemas de salud.
Le fue otorgado el título de Doctor "Honoris Causa" en Ciencias Jurídicas de la Universidad de La Habana.
Juan Escalona Reguera falleció de bronconeumonía en La Habana, el 28 de septiembre de 2018, a la 87 años de edad.